# Luca Brasi
Luca Brasi je fiktivní postava z románu Kmotr od Maria Puza. Ve filmu jej hrál Lenny Montana.

## Charakteristika
Navázání kontaktu Brasiho s familii' Corleonových začalo poté, co Brasiho muži přijeli pro porodní bábu, aby provedla porod Irky v Brasiho domě. Po porodu chtěla bába předat dítě Brasimu, ten však poručil, aby bylo hozeno do kotle, což porodní bábu donutil pod pohrůžkou smrti (rozbitá láhev) udělat. Tento příběh vypráví ona porodní bába Michaelu Corleonovi na Sicílii, kam po této události s manželem odjela. Brasi několik dní poté matku dítěte zabil, byl zatčen a uvězněn. Ve vězení se pokusil o sebevraždu. Donu Corleonoví se povedlo zařídit ztrátu důkazů a Brasi byl propuštěn. Když později Al Capone poslal do New Yorku, na Dona Corleona své dva zabijáky, dal Don Brasimu pokyny, které odstranili Brasimu poslední zábrany. Zabijáci byli zajati, odvezeni do doků, kde jednoho začal Brasi sekat sekyrou. Druhý z hrůzy spolkl ručník, jenž mu ucpával ústa, a udusil se. Brasi  měl zbrojní průkaz, který ho stál 10 000 dolarů, pravděpodobně nejdražší průkaz v New Yorku, který jej  chránil před zatčením. Po atentátu na Dona Corleona je Brasi nasazen proti Solozzovi a Tatagliovi, zde je však uškrcen.